# Bidvest Stadium
Bidvest Stadium (dawniej: Milpark Stadium) – stadion w Johannesburgu przystosowany do organizacji meczów piłki nożnej. Tutaj rozgrywa swoje spotkania klub Bidvest Wits występujący w Premier Soccer League. Obiekt może pomieścić do 5000 osób na trybunach.